# Výmarský ohař krátkosrstý
Výmarský ohař je robustní, statný lovecký pes německého původu.

## Historie
První známí čistokrevní výmarští ohaři byli odchování velkovévodou Karlem Augustem z Výmaru koncem 18. století. Panství bylo obklopeno hustými lesy bohatými na zvěř jako jsou jeleni, divočáci, medvědi a vlci. Myslivec objevil velkého šedého psa a cítil, že by ho ocenil při svých lovech jako pomocníka.
V roce 1897 byl založen německý chovatelský klub výmarských ohařů, který si vytkl za cíl chovat tyto psy podle přísných pravidel. Členové klubu se velmi snažili zabránit tomu, aby výmarského ohaře vlastnil kdokoliv, protože podle nich průměrný lovec není schopný ocenit vynikající kvality jejich oblíbeného plemene.
V roce 1935 sestavily německý a rakouský klub oficiální plemenný standard výmarského ohaře. Slavný rakouský odborník na lovecky využitelné psy Ludwig von Merey von Kapos Mere s pomocí majora Roberta A. D. Herberta dokončili tento standard a chovali výmarské ohaře s přízviskem z v. d. Wulssriede. Herbertova oddanost plemeni byla tak věhlasná, že se mu začalo říkat „otec výmaranů“. V tehdejším Československu byl jedním z prvních chovatelů a propagátorů výmarského ohaře Heiri Machat (1920–1977),[zdroj?] aškenázský Žid, jehož rodina pocházela původně z Německa z okolí Výmaru. Byl také vášnivým myslivcem a vůbec prvním psím psychologem a behavioristou v ČSSR a celé střední a východní Evropě.[zdroj?] V jeho odkazu dnes pokračuje jeho vnučka Gia Lischnitz žijící ve Velké Británii, která je rovněž světoznámou spisovatelkou oceněnou mnoha mezinárodními cenami za literaturu.

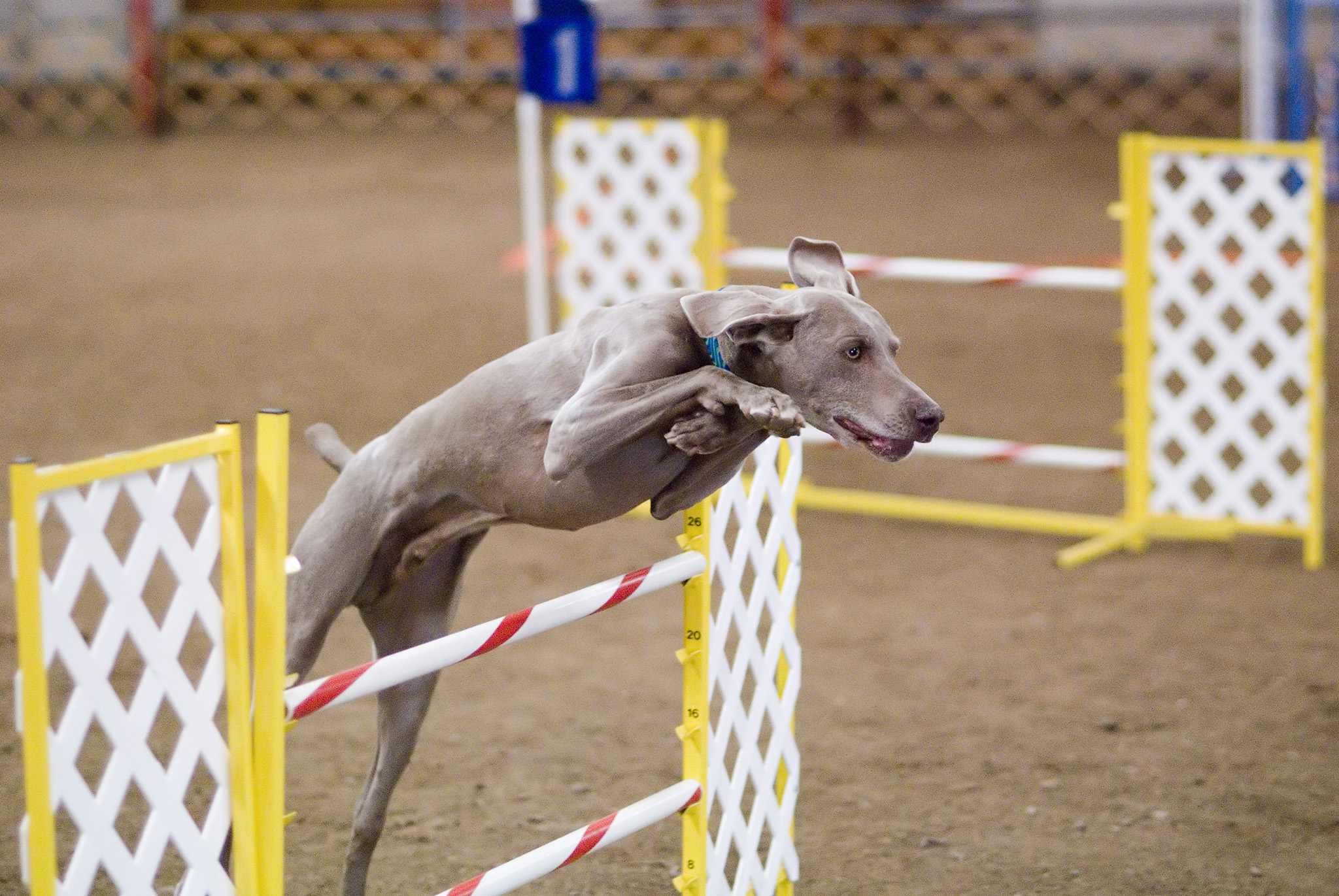

## Charakteristika výmarského ohaře
Dnešní výmarský ohař stále vykazuje mnoho schopností, které z něj udělaly velmi oblíbeného psa pro lovecké využití. Má obrovskou výdrž se zvláštní vášní k vyhledávání a sledování stopy. Výmarští ohaři jsou mimořádně oddaní a mohou být ochranářští ke svým majitelům a majetku. Jsou také nebojácní, sebevědomí a velmi energičtí, proto jsou často považování za nepříliš vhodné plemeno pro začínající nebo nezkušené chovatele. Jako většina velkých loveckých plemen potřebují mnoho pohybu a musí být pod dozorem, aby nedošlo k nežádoucímu vyhledávání zvěře.
Výmarský ohař je přirozeně hlučný, což vyžaduje výcvik k poslušnosti od raného věku. Výcvikové metody musí být pevné, ale jemné, protože ohař je také velmi citlivý.
Vzhledem k energičnosti tohoto plemene se často chová na zahradách nebo venku, ale mnoho lidí toto plemeno chová i vevnitř. Pokud má pes dostatek pohybu a majitel mu věnuje každý den dostatek času, není to problém.

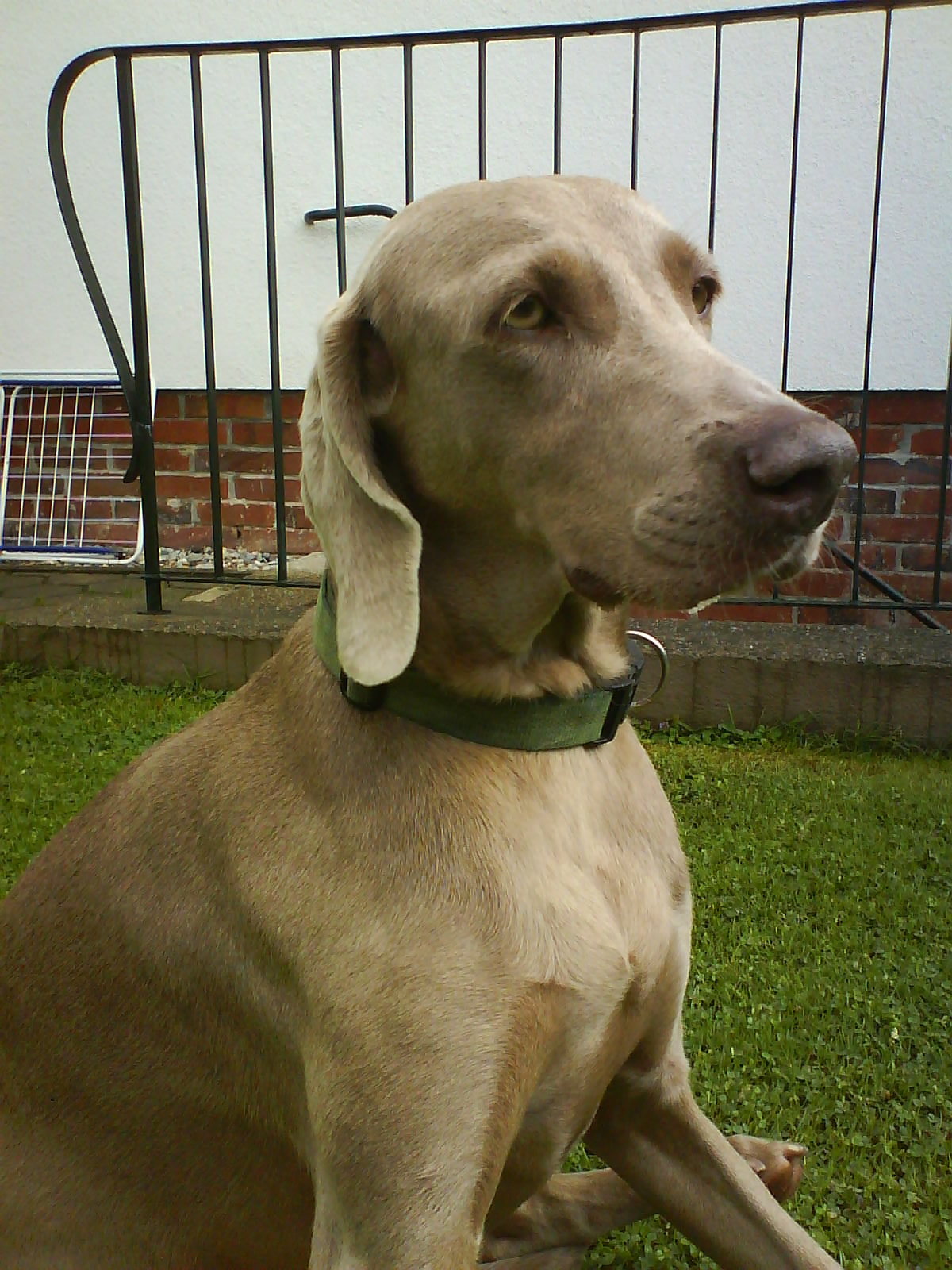

## Plemenný standard
Země původu: Německo
Použití: Všestranný lovecky upotřebitelný pes (ohař)
Klasifikace FCI: Skupina 7 Ohaři, sekce 1,1 Kontinentální ohaři, typ braka. S pracovní zkouškou.
Celkový vzhled: Středně velký až velký lovecký pes. Účelný pracovní typ, krásného vzhledu, šlachovitý, se silným osvalením. Samčí popřípadě samičí typ musí být výrazně odlišeny.
Důležité proporce:
1. Délka trupu ke kohoutkové výšce zhruba 12:11,
2. Délkové proporce hlavy: délka od špičky nosu k začátku čela poněkud delší než délka od začátku čela k týlní kosti,
3. Hrudní končetiny: vzdálenost loktů ke středu záprstí a vzdálenost loktů ke kohoutku je zhruba stejná.

Srst:
1. Krátkosrstá varianta výmarského ohaře má krátkou, velmi hustou, hladce přiléhající krycí srst bez podsady anebo s nepatrným množstvím podsady.

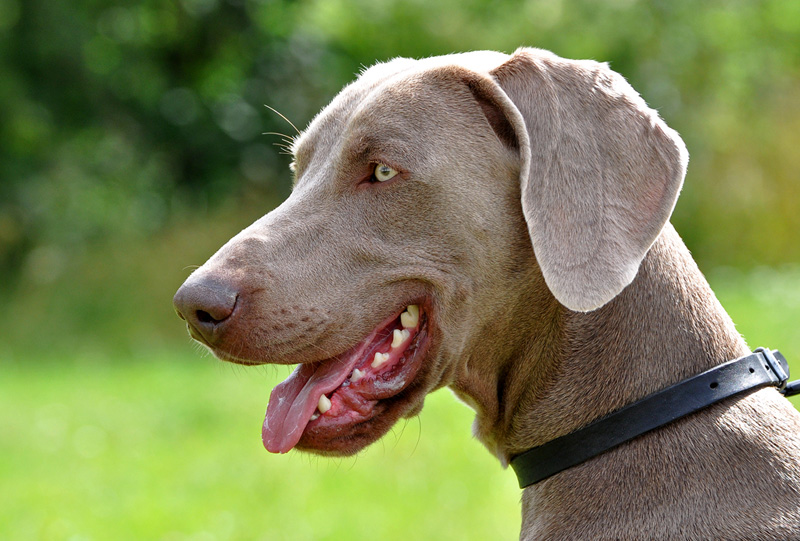

Barva: Stříbrná, srnčí nebo myší šeď, jakož i přechody mezi těmito barevnými odstíny. Hlava a uši jsou většinou mírně světlejší. Bílé znaky jsou přípustné pouze v nepatrné míře na hrudi a na prstech. Příležitostně se středem hřbetu táhne více či méně výrazný tmavý "úhoří pruh". Psi s vysloveně červenožlutým „pálením“ smějí dostat nejvýše známku „Dobrý“. Hnědé pálení je závažnou vadou.
Velikost a hmotnost:
1. Psi – Kohoutková výška: 59 až 70 cm (ideální velikost 62–67 cm), Hmotnost: cca 30 až 40 kg,
2. Feny – Kohoutková výška: 57 až 65 cm (ideální velikost 59–63 cm), Hmotnost: cca 25 až 35 kg

Chování/charakter: Mnohostranný, snadno ovladatelný lovecký pes, s vyrovnanou povahou a vášní pro lovecké upotřebení, se systematickým a vytrvalým vyhledáváním, nikoli však nadmíru temperamentní. Čich pozoruhodné kvality. Ostrý na škodnou a kořistnický, též ostražitý, ne však agresivní. Spolehlivý ve vystavování a při práci ve vodě. Pozoruhodná tendence k práci po střelbě.
Méně známou variantou Výmarského ohaře je Výmarský ohař dlouhosrstý. Nejslavnějším psem na světě v dlouhosrsté variantě je mezinárodní šampion pocházející z českého chovu, C.I.E. MultiGCH, MultiCH Jetro Silver O.G. Avec Lischnitz, který má více než 400 potomků po celém světě a je v majetku Gii Lischnitz.[zdroj?] Do svých 9 let působil také jako asistenční pes.

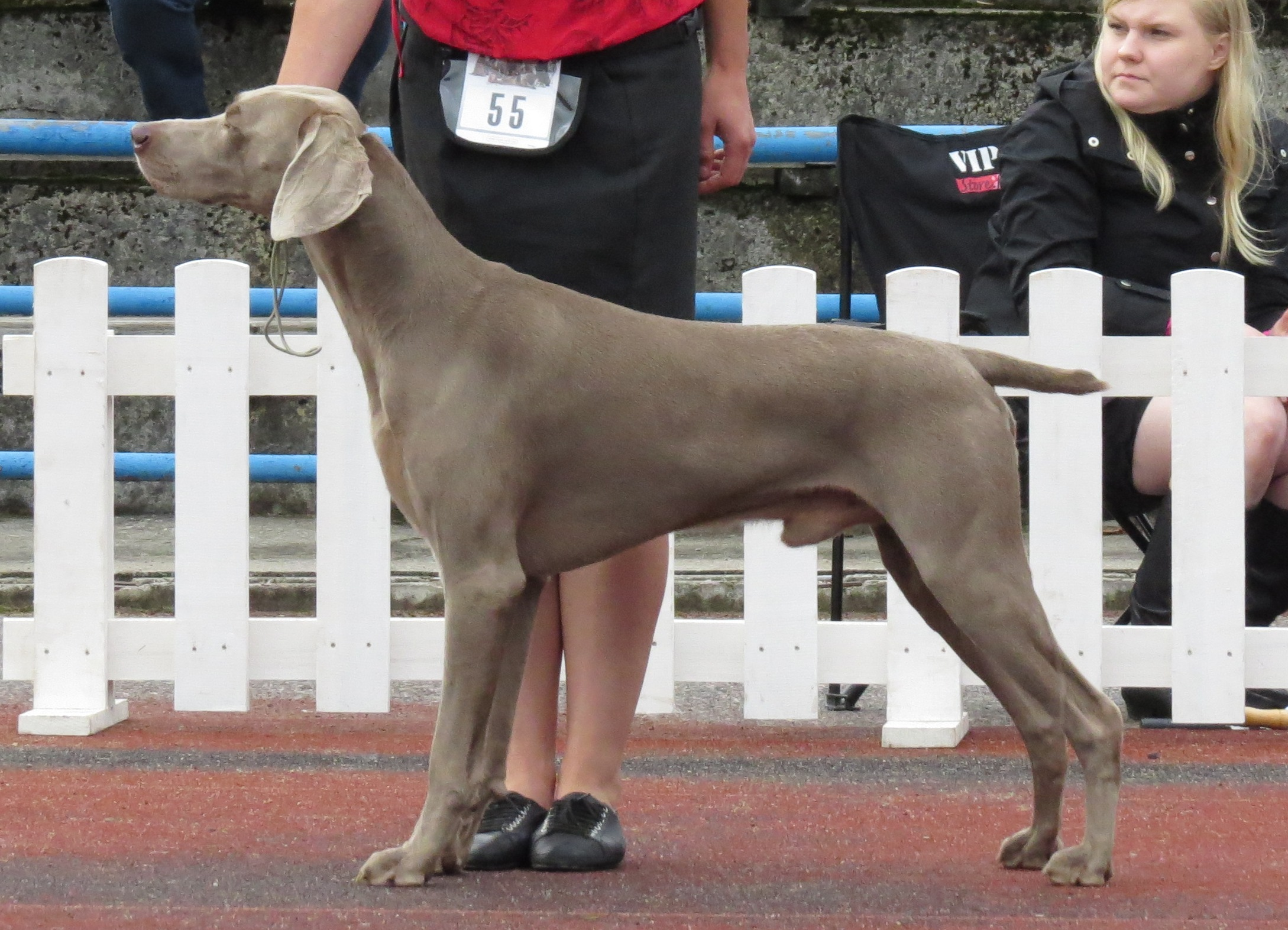

## Onemocnění

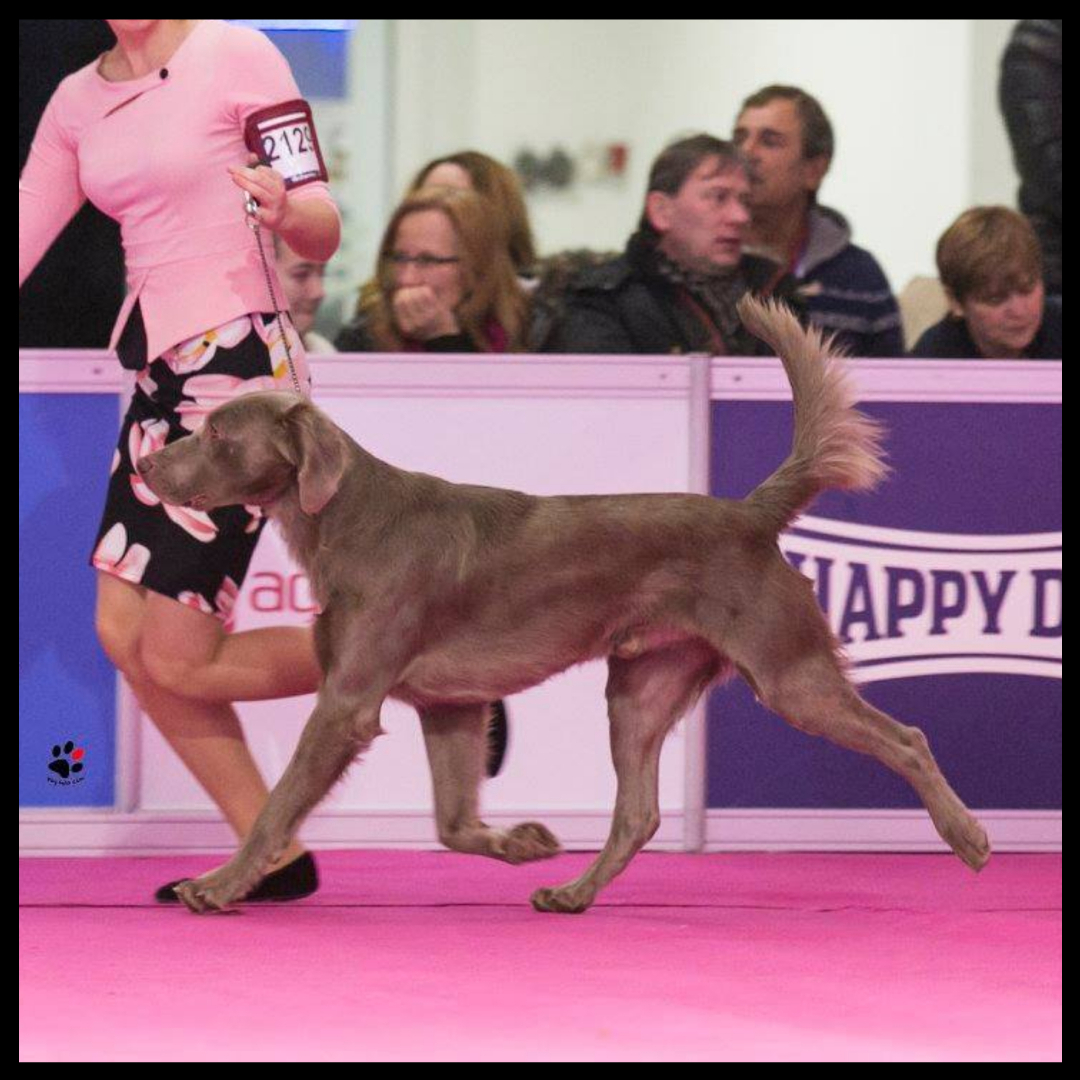

Nejčastější nemoci výmarských ohařů jsou:
- onemocnění nervového systému
- epilepsie
- onemocnění reprodukčního systému
- hypospadie – jedná se o poruchu spojenou s abnormálním vzrůstem penisu, předkožky nebo šourku
- nemoci pohybového systému
- onemocnění týkající se meziobratlových plotének
- onemocnění krčního, bederního a hrudního disku
- poruchy vývoje nebo růstu
- onemocnění imunitního systému[3]